# Geoffray Toyes
Geoffray Toyes (ur. 18 maja 1973 w Bordeaux) – francuski piłkarz występujący na pozycji obrońcy. 

## Kariera klubowa
Toyes karierę rozpoczynał w 1991 roku w rezerwach Girondins Bordeaux. W 1994 roku został włączony do jego pierwszej drużyny, grającej w Division 1. W lidze tej zadebiutował 14 października 1994 w zremisowanym 0:0 meczu z SC Bastia. W sezonie 1995/1996 dotarł z zespołem do finału Pucharu UEFA, przegranego jednak z Bayernem Monachium. W Bordeaux Toyes spędził trzy sezony.
W 1997 roku przeszedł do FC Metz, również grającego w pierwszej lidze. 9 sierpnia 1997 w wygranym 4:1 spotkaniu z Girondins Bordeaux strzelił pierwszego gola w Division 1. W sezonie 1997/1998 wraz z klubem wywalczył wicemistrzostwo Francji, a w sezonie 1998/1999 dotarł z nim do finału Pucharu Ligi Francuskiej. Z kolei w sezonie 2001/2002 wraz z Metz spadł do Ligue 2. Tam występował przez jeden sezon, a potem, również przez jeden sezon w także drugoligowym AS Nancy.
W 2004 roku Toyes został graczem belgijskiego RAA Louviéroise, występującego w pierwszej lidze. Spędził tam sezon 2004/2005. Następnie grał w również pierwszoligowym Excelsiorze Mouscron, a także w drugoligowym FC Brussels, gdzie w 2010 roku zakończył karierę.

## Kariera reprezentacyjna
W 1996 roku Toyes jako członek kadry U-23 wziął udział w Letnich Igrzyskach Olimpijskich, zakończonych przez Francję na ćwierćfinale.
W pierwszej reprezentacji Francji nie rozegrał żadnego spotkania.